# Dahn (Adelsgeschlecht)

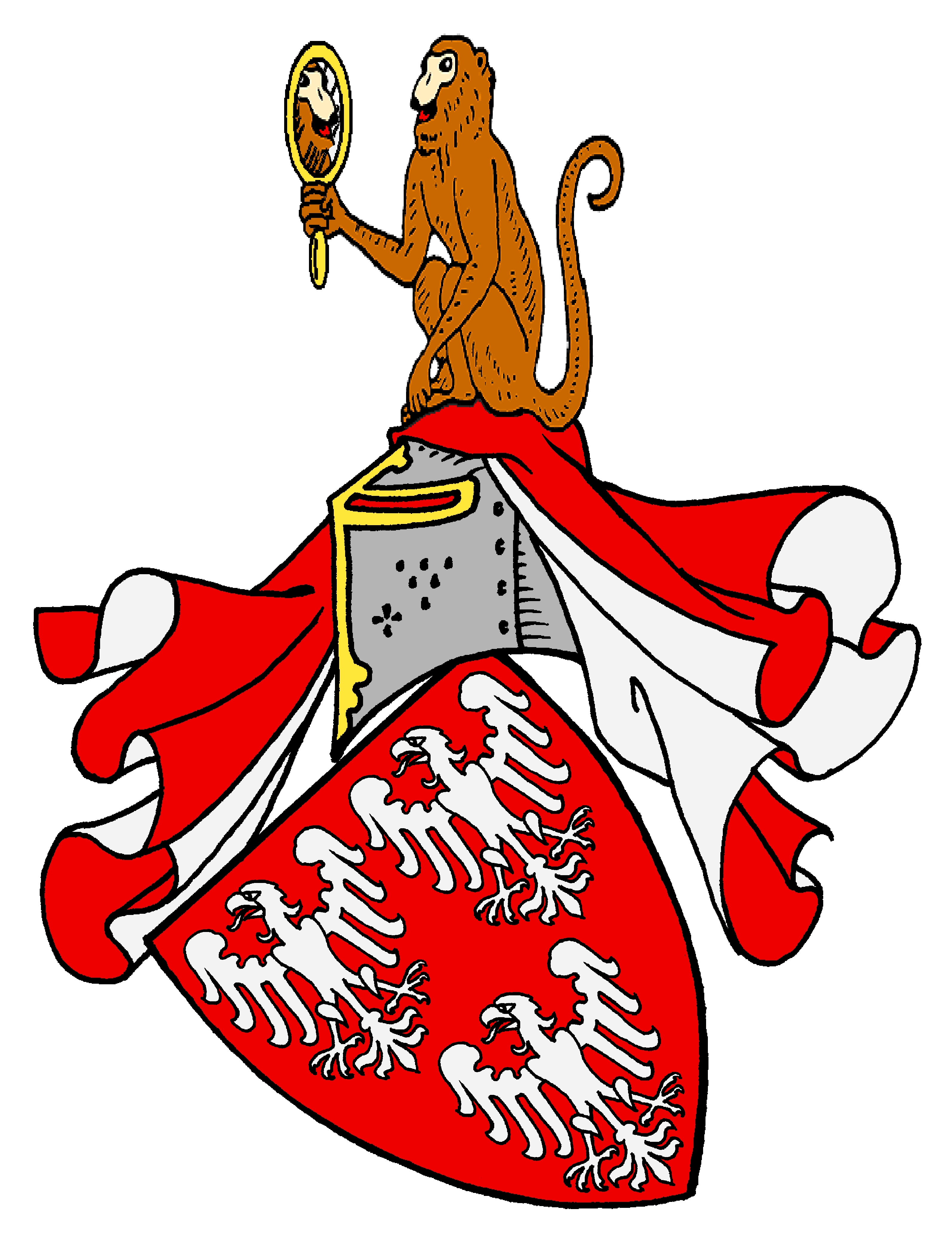
Wappen derer von Dahn (Thann)

Dahn, auch Tan, Tann oder Thann, ist der Name eines ausgestorbenen pfälzischen Adelsgeschlechts.

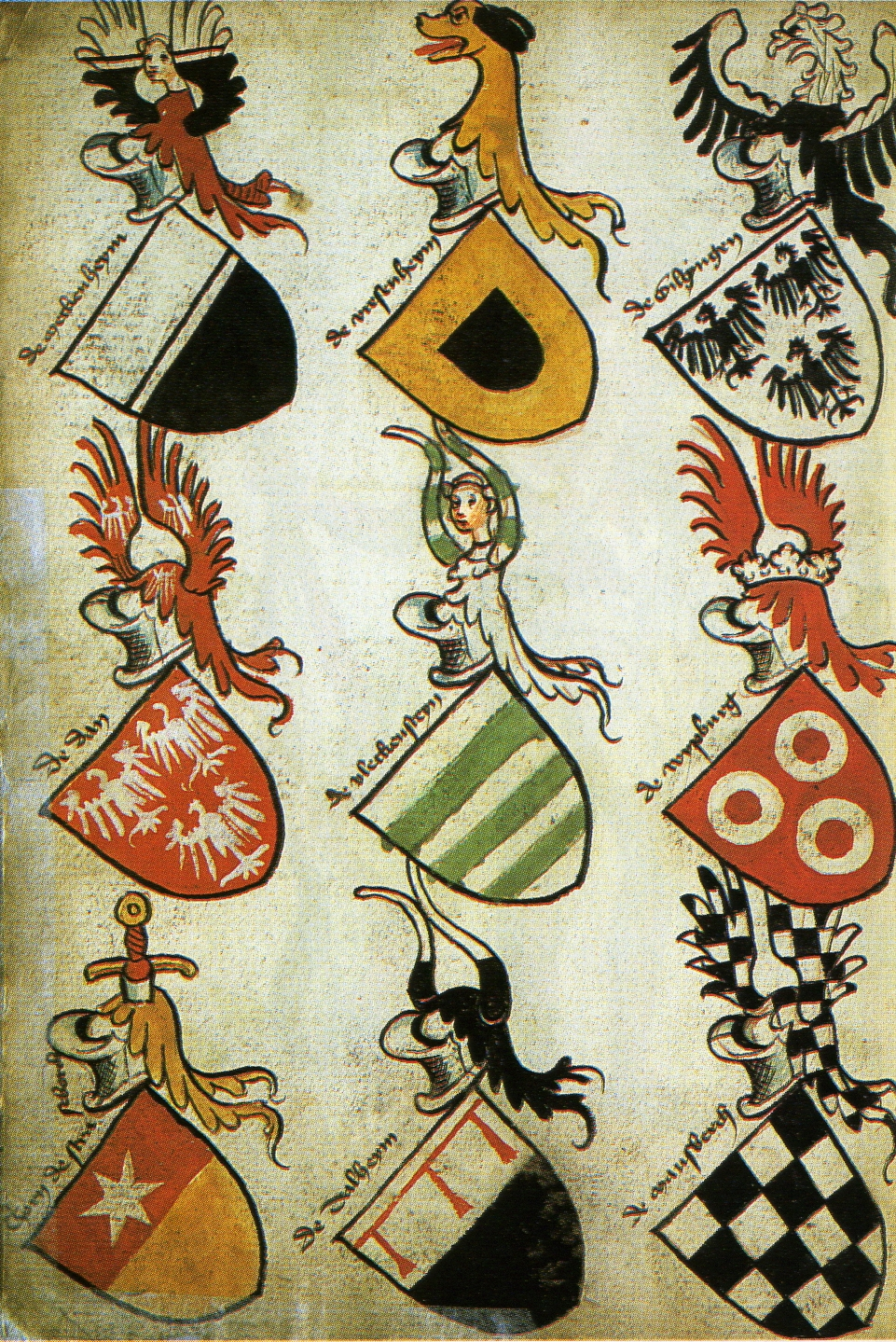
Das Wappen derer von Than in der Hyghalmen-Rolle aus dem späten 15. Jahrhundert (Mitte links). Die Rolle ist 1447–1455 in Köln entstanden und im Besitz des College of Arms in London

## Name
Der Name Dahn, Tan, Tann oder Thann kommt mit diesen Variationen als Familienname wie als Ortsname häufiger vor. Die älteren Schreibweisen für die pfälzische Stadt Dahn, die unterelsässische Deutschordenskommende Dahn und die oberelsässische Stadt Thann überlappen sich. Der in der Literatur oft als der Stammvater der Herren von Dahn genannte Anshelmus de Tannicka gehörte offenbar nicht zu den Pfälzer Dahnern, sondern hatte nur einen ähnlichen Namen.

## Ministeriale der Bischöfe von Speyer
Die im südlichen Pfälzerwald ansässigen Dahner traten Ende des 12. Jahrhunderts mehrfach als Reichsministeriale auf, fungierten dann aber immer öfter als Ministeriale des Bischofs von Speyer. Ministeriale nannte man die Dienstleute bedeutender kirchlicher oder weltlicher Herren. Es waren ursprünglich Unfreie, die von ihren Herren in der Güterverwaltung eingesetzt wurden. Einzelne von ihnen machten Karriere in der Verwaltungsadministration ihrer Herren und erlangten gesellschaftlichen Aufstieg, der ihre frühere Unfreiheit schnell in Vergessenheit geraten ließ.

## Dahner Burgengruppe

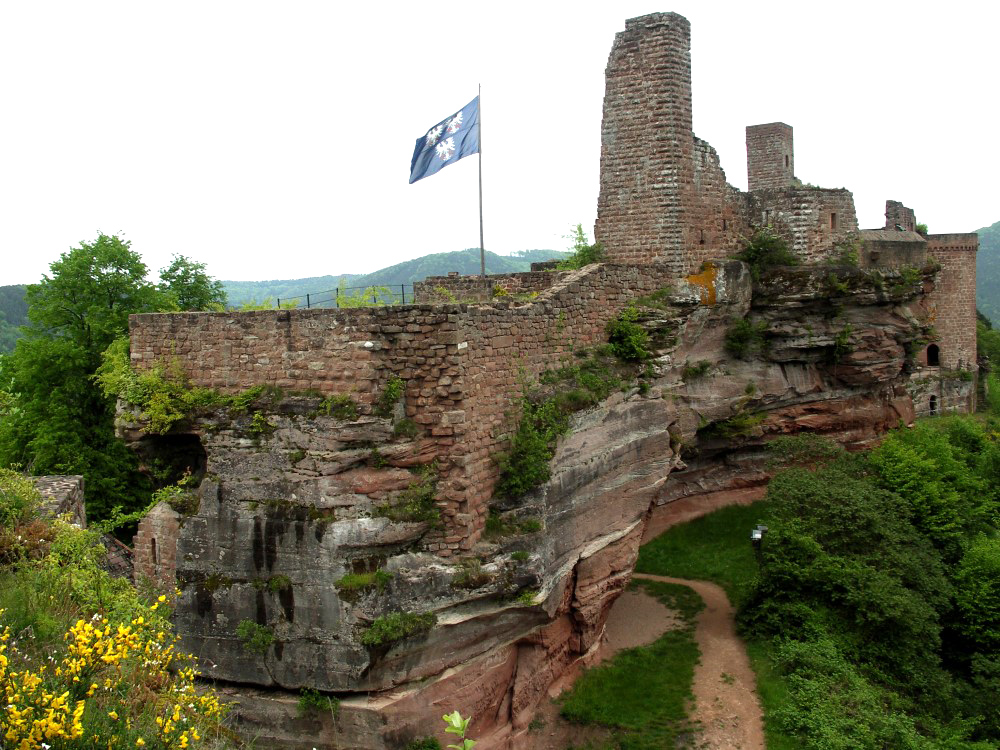
Dahner Burgengruppe: Blick vom Tansteiner Burgfelsen (Vordergrund) über Burg Grafendahn nach Altdahn.

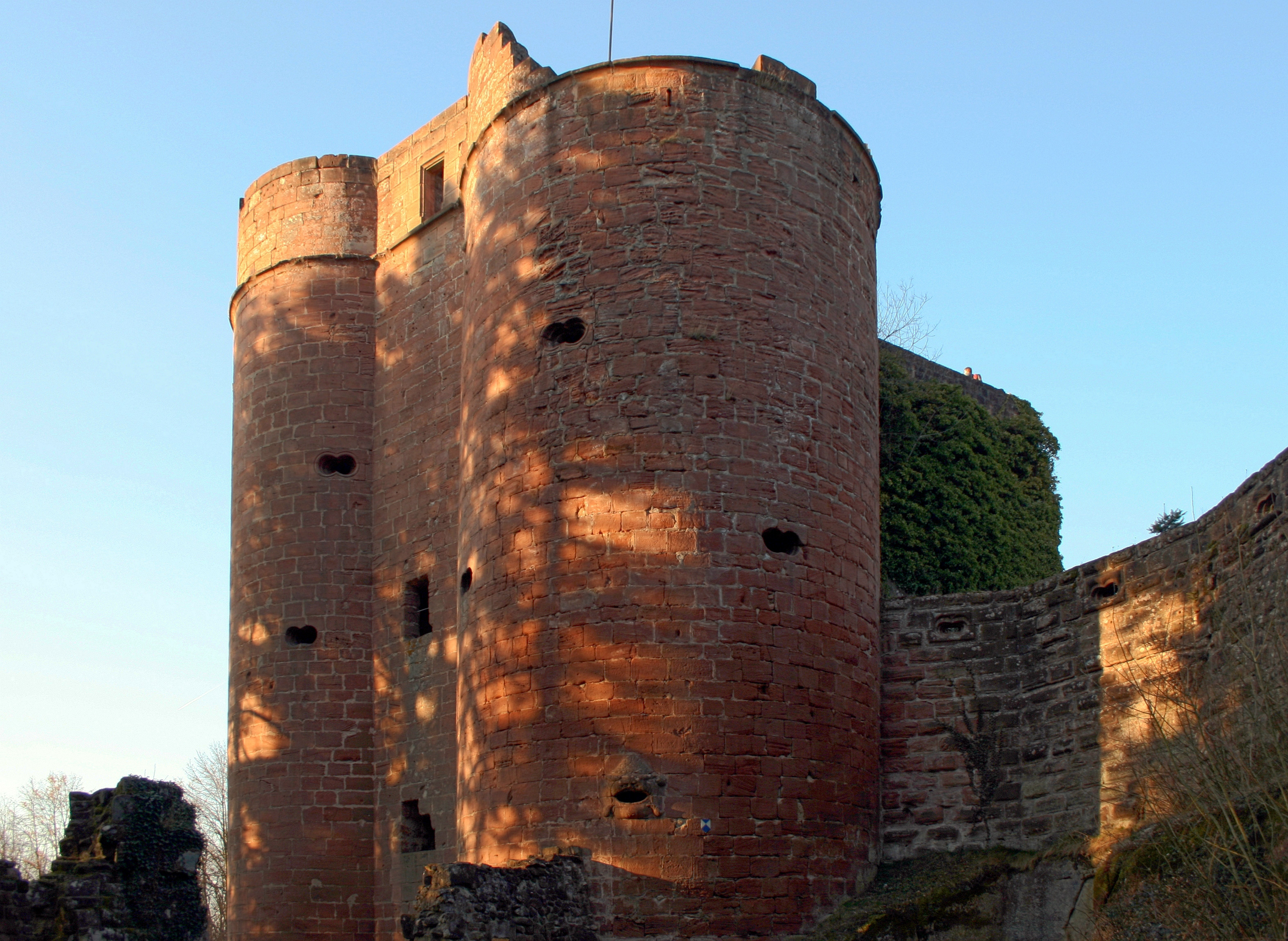
Burg Neudahn von Süden. Die Burg wurde in der ersten Hälfte des 16. Jahrhunderts wesentlich erweitert, um sie vor Artilleriebeschuss zu schützen. Im Vordergrund die markanten Batterietürme dieser Zeit

Stammsitz des Geschlechts war wahrscheinlich die Burg Altdahn. Die Ersterwähnung eines Burgbesitzes vom 3. Mai 1285 bezieht sich zwar auf Burg Neudahn (ebenfalls Speyerische Lehensburg), wie es sich aus der Aufzählung der Güter ergibt. Die drei Burgen der Dahner Burgengruppe, besonders Altdahn und Tanstein dürften aber etwas älter sein. Bis 1327 wurden alle Burgen auf dem Dahner Schlossberg als Burg Than bezeichnet, erst danach etablierten sich einzelne Namen. Vereinzelt wurde aber weiterhin auch Tanstein als Alt-Than bezeichnet. 1288 wurden in einer Urkunde vier Dahner Ritter auf der burg zu tan erwähnt: Konrad III. Mursel, Johann I., Heinrich IV. Sumer und Konrad IV. von Dahn. Der Raumbedarf dürfte sehr groß gewesen sein, weshalb eine Bebauung aller fünf Burgfelsen angenommen wird, wobei Alt-Dahn und Tanstein aufgrund der wenigen Zeugnisse vermutlich als älteste Teile gelten.
Neudahn, abseits der Burgengruppe gelegen, wurde erstmals 1340 als nuwenburg zu Than erwähnt. Insgesamt ist die frühe Geschichte der Ministerialen von Dahn aufgrund komplexer Besitz- und Familienverhältnisse weitgehend unklar.
Als erster Inhaber des Dahner Lehens ist Friedrich I. von Dahn zwischen 1198 und 1236 urkundlich belegt. Zu dieser Zeit war die Burg bereits bischöfliches Lehen. Von Burg Berwartstein, ganz in der Nähe, weiß man, dass Kaiser Friedrich I. sie 1152 dem Hochstift Speyer zum Dank für dessen Unterstützung schenkte. Aus dieser Reichsburg wurde dadurch eine bischöfliche Lehensburg der dort sitzenden Reichsministerialen, Ministerialen des Bischofs. Eine ähnliche Entwicklung wird für die Dahner Lehen vermutet.
Mit dem Tod Johanns I. von Dahn 1319 verlor die Familie die Kontrolle über die zwischen Alt-Dahn und Tanstein gelegene dritte Burg Grafendahn. Nach einer Fehde um das Erbe vergab der Speyerer Bischof das Lehen neu und es gelangte an die Grafen von Sponheim.
Zu Beginn des 15. Jahrhunderts gerieten die Dahner Ritter in Schwierigkeiten. Johann VII. und sein Bruder Heinrich X. von Dahn weigerten sich 1399, mit Pfalzgraf Ruprecht III. die Burg Tannenberg anzugreifen, da sich Mitglieder der Familie in der Burg aufhielten. Der König ließ Burg Neu-Dahn beschlagnahmen. Sie wurde später aber zurückgegeben. Heinrich XIII. von Dahn zu Tanstein war ein Anhänger Franz von Sickingens. Im Zuge der Sickingischen Fehde wurde Tanstein von kurtrierischen Soldaten besetzt und erst 1544 zurückgegeben.
Mit dem ausgehenden Mittelalter hatten die Dahner Burgen stark an Bedeutung verloren und verfielen. Ludwig II. von Dahn ließ in Burrweiler ein Schlösschen errichten, das erstmals 1571 erwähnt wurde. Von der Anlage ist nur noch ein Torbogen erhalten. Das Geschlecht starb mit Ludwig II. von Dahn, der 1603 in Burrweiler verstorben war, aus. Die speyerischen Lehen fielen an das Hochstift Speyer zurück.

## Wappen

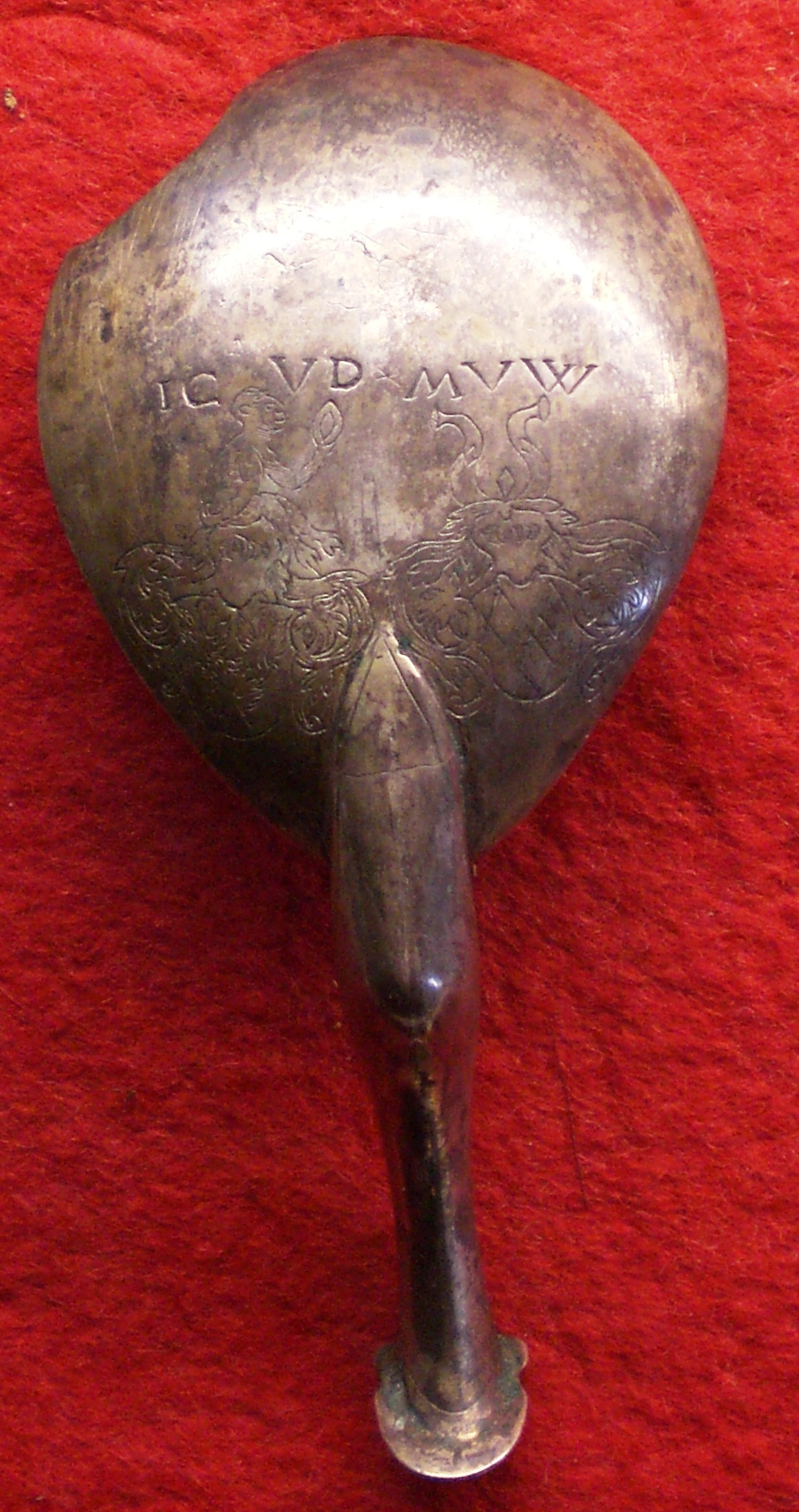
Silberlöffel mit dem Wappen der Herren von Dahn (optisch links)

Das Familienwappen derer von Tann sind drei silberne Adler (2:1) auf rotem Grund. Auf dem Helm mit rot-silbernen Decken ein Affe, der einen Spiegel in der Rechten hält.
Davon abweichend, zeigt die Helmzier derer von Than in der Hyghalmen-Rolle aus dem späten 15. Jahrhundert einen offenen roten Adlerflug, je belegt mit einem silbernen Adler. Auch ist die (außen) rot-(innen) silberne Helmdecke zwischen den beiden Flügeln mit einem silbernen Adler belegt.

### Wappen des Bischofs Konrad IV. von Tann
Das fürstbischöfliche Wappen von Konrad IV. von Tann als Bischof von Speyer (1233–1236) ist üblicherweise geviert. Die Felder des Wappenschildes führen im Wechsel das Familienwappen derer von Tann und das Wappen des Bistums Speyer, ein silbernes Kreuz auf blauem Grund.